# Francisca Van Dunem
Francisca Eugénia da Silva Dias Van Dunem, née le 5 novembre 1955 à Luanda, en Angola portugais, est une procureure et femme d'État portugaise.

## Biographie

### Formation et vie professionnelle
Elle obtient une licence en droit à l'université de Lisbonne en 1977. Elle intègre deux ans plus tard le ministère public. Nommée directrice du département d'investigation et d'action pénale du district de Lisbonne en 2001, elle en devient en 2007 procureur général.

### Engagement politique
Le 26 novembre 2015, Francisca Van Dunem est nommée ministre de la Justice du gouvernement minoritaire du socialiste António Costa. Elle est alors la première Noire membre d'un gouvernement portugais. Le 4 décembre 2021, elle est également nommée ministre de l'Administration interne, en remplacement d'Eduardo Cabrita, démissionnaire.